# Relazioni bilaterali tra Albania e Sudafrica
Le relazioni bilaterali tra Albania e Sudafrica si riferiscono alle relazioni diplomatiche formali tra la Repubblica d'Albania e la Repubblica del Sudafrica, stabilite nel 1992, con l'allora Repubblica d'Albania dopo l'era comunista e le prime elezioni multipartitiche, e il Sudafrica dell'apartheid durante la presidenza di Frederik de Klerk.

## Storia

### Prima dell'instaurazione delle relazioni diplomatiche
Nel 1979, la famiglia reale albanese (Casato degli Zogu), esiliata in Spagna e sotto la guida di Leka Zogu Skander (incoronato come Leka Zogu presso l'Hotel Bristol di Benidorm, in Spagna), dovette abbandonare il paese che li aveva accolti dal 1961, dopo che una perquisizione della loro dimora a Pozuelo de Alarcón, conosciuta dalla stampa scandalistica spagnola come "Nostra Signora di Guadalupe", rivelò il ritrovamento di una considerevole quantità di armi militari.
Dopo trattative con il Ministero degli affari esteri, dell'Unione europea e della cooperazione e con il sostegno della famiglia reale spagnola di Juan Carlos I di Borbone, che incontrò personalmente Leka prima della sua incoronazione re di Spagna, alla famiglia fu consentito di lasciare il paese in aereo verso il Gabon, dove il presidente El Hadj Omar Bongo Ondimba promise loro protezione. L'aereo gabonese non arrivò mai e, dopo un ulteriore intervento della famiglia reale spagnola, l'esecutivo di Adolfo Suárez noleggiò un aereo Spantax che portò la famiglia a Libreville, in Liberia. Una volta sbarcati, le autorità liberiane chiesero alla famiglia un anticipo di 35 milioni di pesetas per consentirgli di sbarcare. La diplomazia spagnola intervenne e, dopo un giorno trascorso parcheggiato sulla pista dell'aeroporto di Libreville, il 3 febbraio 1979 l'aereo della Spantax si diresse verso la Rhodesia Meridionale, dove Ian Douglas Smith aveva espresso la sua approvazione nell'ospitare passeggeri così insoliti.
Nel 1980, la conversione della Rhodesia in Zimbabwe e l'arrivo del futuro dittatore Robert Mugabe al potere, non furono di buon auspicio per la Casato degli Zogu, che si spostò nuovamente. In questa occasione si recarono in Sudafrica, dove furono accolti con status diplomatico e residenza ufficiale a Johannesburg.
Questa condizione non favorì i rapporti tra l'Albania comunista e il Sudafrica dell'apartheid, poiché Leka era ritenuto responsabile di movimenti sovversivi contro il governo albanese allo scopo di ripristinare la monarchia nel paese. Anche dopo un attacco da parte di una milizia in esilio sulla costa albanese il 26 settembre 1982, le agenzie di stampa le classificarono come milizie monarchiche sotto il comando diretto del re. Nello stesso anno, il 1982, nacque l'unico figlio di Leka, Leka Anwar Zog Reza Baudouin Msiziwe Zogu. È il capo della Casa di Zogu dal 30 novembre 2011 ed è l'attuale pretendente al trono albanese, sebbene abbia giurato di non compiere atti sovversivi e sia impiegato presso il Ministero degli Interni albanese.

### Creazione di relazioni formali
La formalizzazione delle relazioni diplomatiche tra le Repubbliche di Albania e Sudafrica non avvenne prima del 1992, dopo le elezioni parlamentari albanesi del 1992, le prime elezioni multipartitiche della storia con una campagna elettorale precedente (dato che le elezioni costituenti dell'anno precedente non avevano praticamente avuto una vera e propria campagna politica). Dopo queste elezioni, Aleksandër Meksi divenne Primo ministro dell'Albania e Sali Berisha divenne Presidente, un primo mandato pieno di sfide per un'Albania che aveva trascorso gran parte della Guerra Fredda come stato autarchico. Anche Leka si è trasferito da Johannesburg a Tirana, in Albania, approfittando del fatto che il nuovo regime del suo Paese gli ha consentito di cercare sostegno nella sua patria.
Nello stesso periodo, il Sudafrica viveva sotto il regime dell'Apartheid, che aveva portato anche a un notevole isolamento internazionale, sebbene non avesse preso in considerazione l'idea di stabilire relazioni diplomatiche con stati comunisti o socialisti, temendo l'influenza del comunismo durante il processo di decolonizzazione dell'Africa. Negli anni Novanta, l'arrivo di Frederik de Klerk alla presidenza iniziò a sancire la fine di questo sistema: il 1992 fu l'ultimo anno in cui solo la minoranza bianca ebbe diritto di voto.
Nel 1992 iniziarono le relazioni diplomatiche tra le due repubbliche, anche se non furono formalmente stabilite fino al dicembre 1993.
Finora, le relazioni diplomatiche tra i due stati non sono state una priorità particolare per nessuna delle due parti, con il Sudafrica che ha relegato l'attività consolare con l'Albania alla sua ambasciata in Italia, sebbene mantenga un consolato onorario a Tirana; Mentre l'Albania, da parte sua, non mantiene alcuna missione diplomatica nel paese africano.

## Scambi commerciali
Le esportazioni dell'Albania verso il Sudafrica ammontano a poco più di 1,5 milioni di dollari USA e i prodotti di punta sono calzature e pelletteria. Nel frattempo, le esportazioni sudafricane verso l'Albania rappresentano per l'industria sudafricana poco più di 40 milioni di dollari, con i prodotti in ferroleghe come prodotti di punta.

## Riferimenti
1. 1 2 3  https://www.elmundo.es/loc/casa-real/2019/09/07/5d7219d621efa016088b4610.html
2. ↑  https://oec.world/en/profile/bilateral-country/alb/partner/zaf